# Ludwig Wenzel Lachnith

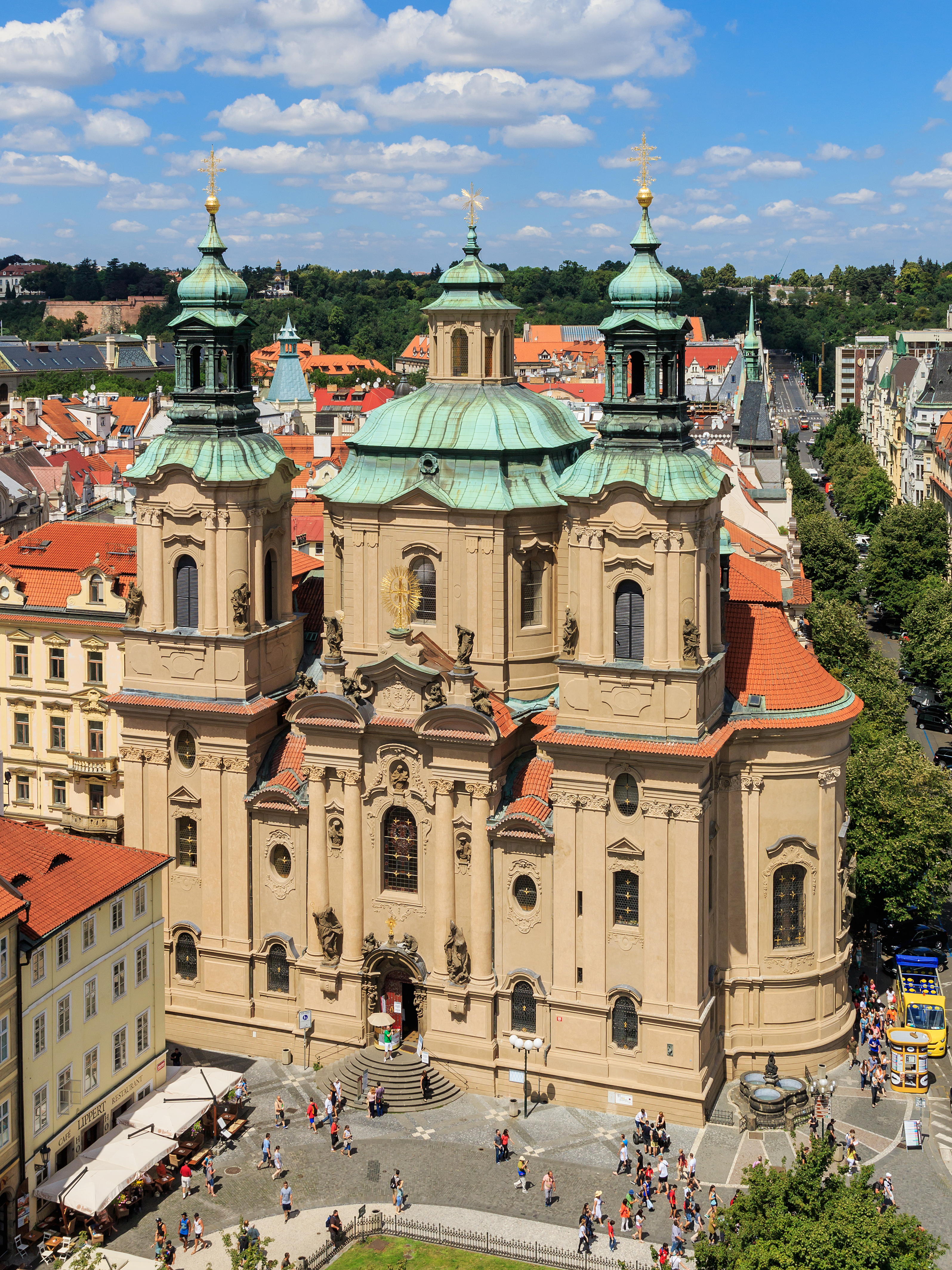
Vue sur l'église Saint Nicolas à Prague où le père de Lachnith était musicien et où Lachnith enfant pratiquait la musique.

Ludwig Wenzel Lachnith (Prague, 7 juillet 1746 - Paris, 3 octobre 1820,) était un corniste  bohémien et un compositeur influencé par Joseph Haydn et Ignaz Pleyel. Il est connu pour Les Mystères d'Isis, qui est une adaptation de l'opéra La Flûte enchantée de Wolfgang Amadeus Mozart. Le compositeur et écrivain Hector Berlioz a écrit une diatribe dans son autobiographie.

## Sources
Jean-Michel Vinciguerra, "Les Mystères d’Isis ou l’Égypte antique d’après les décorateurs de l’Opéra: sur quelques acquisitions récentes du département de la Musique", in L’Antiquité à la BnF, 20/12/2017.